# Пам'ятник «Третій бастіон Троїцької фортеці» (Таганрог)
Пам'ятник «Третій бастіон Троїцької фортеці» (рос. Памятник «Третий бастион Троицкой крепости») — монумент, який був встановлений в 2015 році по вулиці Петрівській,15 в місті Таганрозі Ростовської області. Місцем встановлення пам'ятника була обрана територія, на якій раніше розташовувалася Троїцьку фортецю.

## Опис
Відкриття пам'ятника відбулося 15 травня 2015 року. Він був встановлений на території, на якій знаходився третій бастіон Троїцької фортеці, на честь якого він і отримав свою назву. Основний композиційний елемент — гармата — розміщена поблизу фрагмента стіни фортеці. Напрямок гармати обрано не випадково — за задумом автора, вона захищає морський порт від ворогів, які б могли напасти з боку степів. Фрагмент стіни розташували на підставі картографічних даних у тому місці, де була розташована «стіна загрудного бою».
Для спорудження стіни були використані матеріали, які отримали при реконструкції історичної частини міста. Ідея створення і фінансування пам'ятника «Третього бастіону Троїцької фортеці» належить учасникам фонду «Таганрог історичний». Засновник фонду «Таганрог історичний» зазначає, що в майбутньому можлива установка ще 13 пам'яток, які б допомогли окреслити межі Троїцької фортеці.
Підприємці Таганрога надавали допомогу при створенні пам'ятника «Третього бастіону Троїцької фортеці». Допомога була не тільки фінансової: одні надавали необхідні матеріали для виготовлення пам'ятника, інші виготовляли деякі його частини.